# ラファエル・ガルシア
ラファエル・ガルシア（Rafael Garcia Sánchez、1971年2月22日 - ）は、メキシコのプロレスラー。ハリスコ州グアダラハラ出身。
スペル・カロ（Super Calo）、ジョーディー・ストーン（Jordy Stone）のリングネームで知られる。
新日本プロレスに最初にオカマギミックを持ち込んだエル・ベジョ・グレコの長男。弟にはアラン・ストーン、クリス・ストーンがいる。

## 来歴
父やペペ・カサスにルチャを学び1990年5月にエル・グレコ・ジュニアの名でデビュー、その後エル・イ・ホデ・スペルサン等を名乗る、1992年5月23日にスペル・カロとしてAAAに登場。デビュー当時はウィナーズ（現在のアビスモ・ネグロ）、サルサロを加えたトリオを結成。1990年代半ば頃からアメリカのWCW、ECW、インディーを渡り歩く。
2000年にAAAへ復帰し兄弟で活動を始める。2000年8月に全日本プロレスに登場。2007年にはスペル・フライにマスカラ戦で破れ素顔のジョーディー・スートンを名乗る。父のエル・ベジョ・グレコも度々彼のセコンドに登場し、乱闘に参加するなど現在でも果敢なファイトを見せている。
2008年以降、再びフリーになりスペル・カロの名でインディを転戦。
リングネームのスペル・カロは「スーパーカー」を意味する。

## 獲得タイトル
- メキシコ州トリオ王座
- アステカスミドル級王座
- LAWAヘビー級王座